# Abraxas semilivens
Abraxas semilivens là một loài bướm đêm trong họ Geometridae.